# Hässleby sanatorium

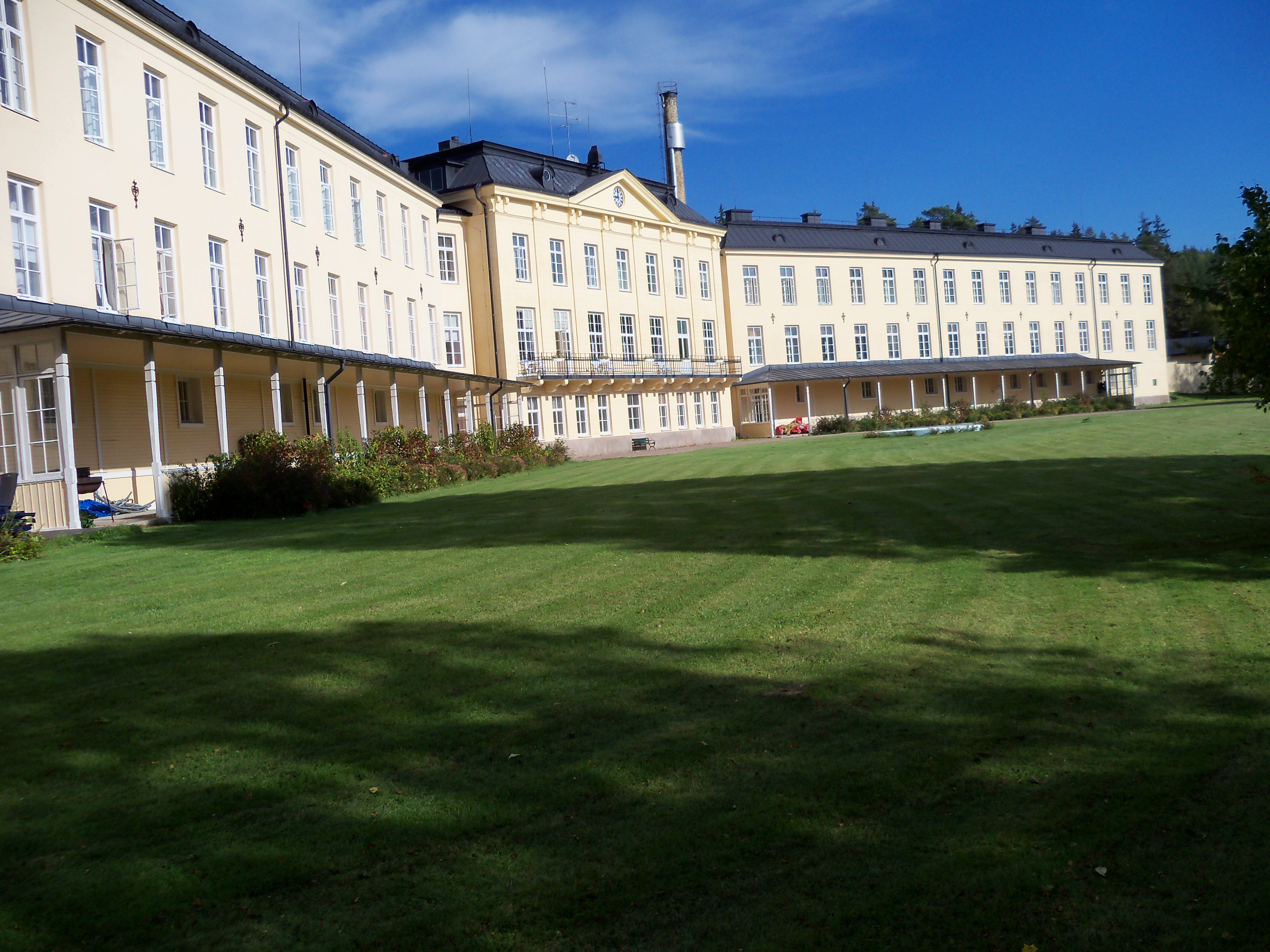
Hässleby sanatorium.

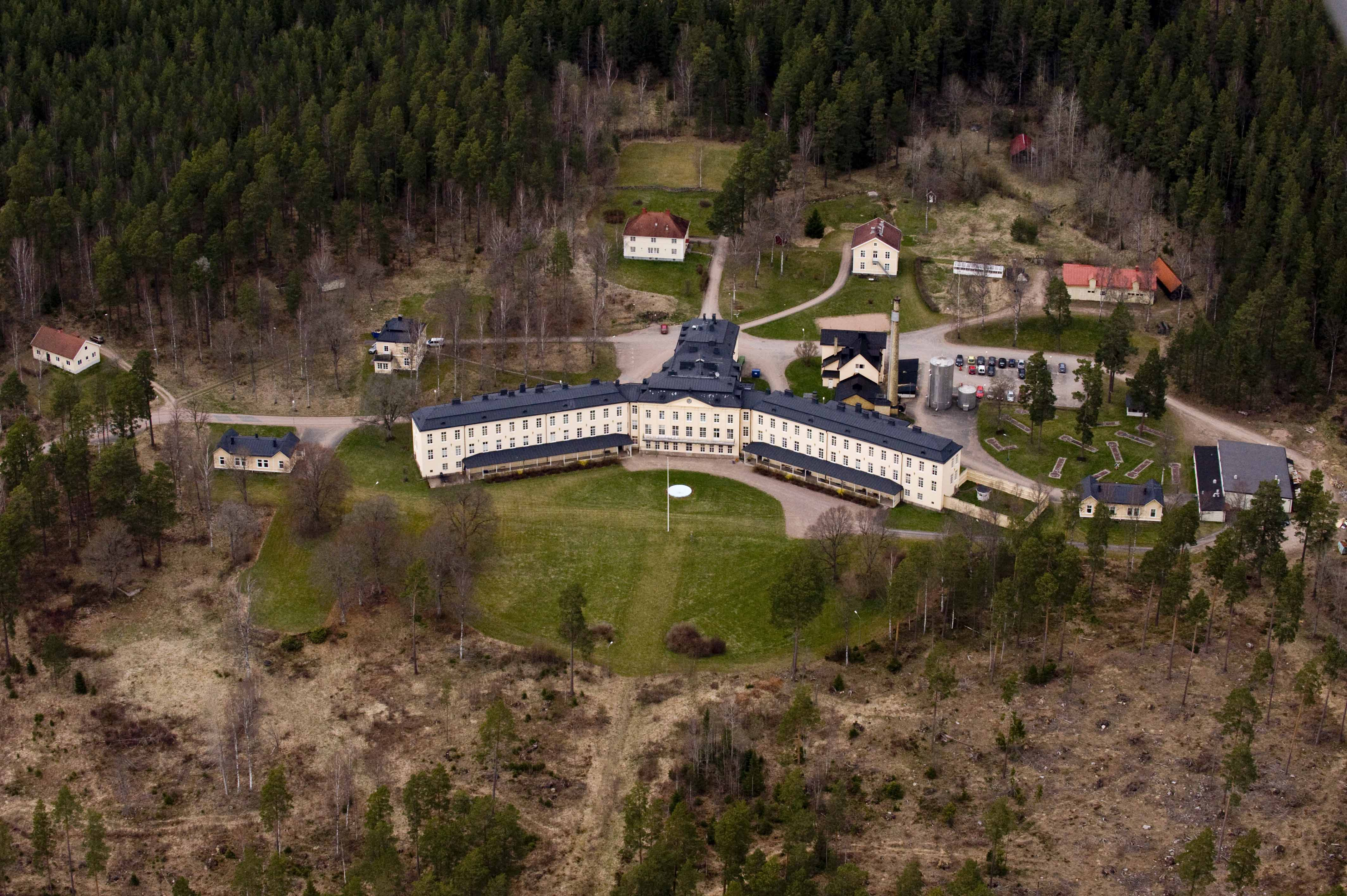
Sanatoriet från luften.

Hässleby sanatorium (även stavat Hessleby) i Mariannelund är ett av de tre så kallade jubileumssanatorierna som uppfördes i Sverige med medel ur Oscar II:s jubileumsfond från 1897. De andra två sanatorierna var Hålahults sanatorium i Ervalla utanför Örebro och Österåsens sanatorium utanför Sollefteå. 
Anläggningen, vars arkitekt var Axel Kumlien, uppfördes strax norr om tätorten Mariannelund. Den var färdig 1901 och kostade 670 000 kronor. Sjukvården vid jubileumssanatorierna var speciellt inriktad på vård för de mindre bemedlade i samhället. Kapaciteten var 104 vårdplatser men utökades senare till 136. Platsens höga höjd med en god luftkvalitet ansågs ge goda förutsättningar att bota lungsotspatienter (tuberkulossjuka). Efterhand bedrevs även dispensärvård och vård av privatpatienter. Från 1934 fram till 1952 disponerades 40 vårdplatser av Sveriges förenade studentkårer. Detta innebar att det på Hessleby inrättades särskilda studierum. Under andra världskriget utökades verksamheten med ytterligare 20 platser, för att kunna ta emot finska krigsbarn och senare utländska tuberkulospatienter.
I och med att antalet fall av lungtuberkulos minskade i Sverige, fick Medicinalstyrelsen i uppdrag att utreda den fortsatta användningen av Hessleby. Det innebar att Hessleby 1957 blev en erkänd anstalt för manliga alkoholmissbrukare med tuberkulos. Den 1 juli 1966 bytte Hessleby sanatorium namn till Hessleby sjukhus. Från 1971 blev det även tillåtet för kvinnor men antalet var lågt. Från 1973 fungerade det som ett LVM-hem, drivet Jönköpings läns landsting. Staten tog 1994 över LVM-hemmen inklusive Hessleby. Statens institutionsstyrelse (SIS) driver sedan dess Hessleby behandlingshem.     
Hessleby sanatorium är det bäst bevarade av de tre jubileumssanatorierna och är klassat som riksintresse av Riksantikvarieämbetet. Anläggningen har monumental karaktär med huvudbyggnad och de två flyglarna uppförda i sten. En stor del av den ursprungliga anläggningen finns kvar. Till anläggningen hör även terapiverkstäder, sommarpaviljonger och personalbostäder, parker och promenadvägar.
På Hässleby kyrkogård finns en gravplats för Hessleby sanatorium. Här uppfördes en närmare tre meter hög bautasten av röd granit med inhugget bibelord. Monumentet omges av fem öst-västliga rader av granitliggare från åren 1909–86 över patienter.
På Hessleby sanatorium avled 1944 den finländska författaren Katri Vala.

## Överläkare
- Emil Wadstein (1901-1928)
- Jean Manfred (1928-1939)
- John Palmgren (1940-1950)
- Kerstin Aurelius (1950-1952)
- John Palmgren (1952-1961)
- Alf Kjeang (1961-1976)